# Vicmanov
Vicmanov (německy Witzmanow, Witzmannshof) je vesnice, část obce Mukařov v okrese Mladá Boleslav. Nachází se asi 1,5 kilometru severovýchodně od Mukařova. Vesnicí protéká Zábrdka. Vicmanov je také název katastrálního území o rozloze 3,45 km².

## Název
Název vesnice je odvozen z osobního jména Witzmann ve významu Vicmanův dvůr. V písemných pramenech se název objevuje ve tvarech: Wyczmanow (okolo roku 1400), „w Wicmanově“ (1501), Wiczmanow (1556).

## Historie
První písemná zmínka o vesnici pochází z doby okolo roku 1400.

## Pamětihodnosti
- Kaple na návsi
- Vodní mlýn čp. 18
- Čechův kříž stojí severozápadně od vsi